# 554 (numero)
Cinquecentocinquantaquattro (554) è il numero naturale dopo il 553 e prima del 555.

## Proprietà matematiche
- È un numero pari.
- È un numero composto con 4 divisori: 1, 2, 277, 554. Poiché la somma dei suoi divisori (escluso il numero stesso) è 280 < 554, è un numero difettivo.
- È un numero semiprimo.
- È un numero nontotiente (per cui la equazione φ(x) = n non ha soluzione).
- È un numero palindromo nel sistema di numerazione posizionale a base 11 (464).
- È parte delle terne pitagoriche (230, 504, 554), (554, 76728, 76730).

## Astronomia
- 554 Peraga è un asteroide della fascia principale del sistema solare.
- NGC 554 sono galassie interagenti della costellazione della Balena.

## Astronautica
- Cosmos 554 è un satellite artificiale russo.